# Nagybocskó (Románia)
Nagybocskó (más néven Újbocskó, románul: Bocicoiu Mare, ukránul: Великий Бичків) falu Romániában, Máramaros megyében. A korábbi Nagybocskónak a Tisza bal partján fekvő, Romániához került része.

## Fekvése
Máramarosszigettől 9 km-re keletre a Tisza bal partján fekszik.

## Nevének eredete
Neve a szláv bicsok (= tinó, bika) főnévből származik.

## Története
1373-ban Boshko néven említik. 1556-tól Báthory-birtok. 1711-ben  udvarházat említenek itt. A  szabadságharc után 18. században németeket telepítettek le. A település tulajdonképpen a Tisza jobb partján fekvő Kisbocskó és Nagybocskó, valamint a balparti Németbocskó egyesítése volt. 1910-ben Nagybocskónak 5955 lakosából 3078 ruszin, 1646 magyar és 1177 német lakosa volt. A trianoni békeszerződés a települést a Tisza mentén kettévágta és a bal parton fekvő Németbocskó került Romániához. Azelőtt Máramaros vármegye Tiszavölgyi járásához tartozott.

## Népessége
1992-ben társközségével együtt 4681 lakosából 2922 ukrán, 1349 román, 385 magyar, 22 cigány és 3 német volt.

## Közlekedés
A települést érinti a Szálva–Alsóvisó–Visóvölgy–Máramarossziget-vasútvonal.

## Látnivalók
- Római katolikus temploma a 14. században épült gótikus stílusban, a többszöri átépítések miatt gótikus jegyeit teljesen elvesztette.

## Itt született
- Boldog Romzsa Tódor (1911–1947) vértanú görögkatolikus püspök